# Saetta e le sette mogli del Pascià
Saetta e le sette mogli del Pascià è un film muto italiano del 1925 diretto da Luciano Doria.